# Mishel Piastro
Mishel Piastro (Kertx (Crimea), 19 de juny, 1891 - Nova York (Estats Units), 10 d'abril, 1970), va ser un violinista i director d'orquestra nord-americà d'origen rus.

## Biografia
Mishel Piastro va ser un violinista nord-americà d'origen rus. Va començar a estudiar el violí amb el seu pare, després va estudiar al Conservatori de Sant Petersburg amb Leopold Auer de 1906 a 1910. Més tard va realitzar una sèrie de gires de concerts a Rússia i va ser concertista de l'Orquestra Simfònica de Riga.
Traslladat a Occident, va començar una sèrie de gires per Europa i va debutar a Nova York el 1920. De 1925 a 1931 va ser concertista de l'Orquestra Simfònica de San Francisco. El 1931 es va unir a l'Orquestra Filharmònica de Nova York. Aquí va actuà amb el director Arturo Toscanini i des de 1941 amb John Barbirolli. El 1943 el nou director musical Arthur Rodziński va acomiadar Piastro i 13 instrumentistes més. Piastro, tot i que continuava tocant, va començar a dedicar-se a la direcció, esdevenint posteriorment el director de la Longines Symphonette (patrocinada per la companyia de rellotges Longines - Wittnauer). Piastro va continuar dirigint-lo fins a finals de la dècada de 1940. A les dècades de 1950 i 1960 Piastro es va dedicar principalment a la direcció. De 1961 a 1965 va dirigir cursos d'estiu a "East Lansing" a la Universitat de Michigan.

## Elements relacionats
- Leopold Auer